# قلب جدة
قلب جدة (بالإنجليزية:Heart of jeddah) هو إحدى المشاريع بمدينة جدة ويقع في وسط المدينة . على مساحة تقدر بـ 850,000 م2 بمنطقة المطار القديم ، ويوفر أكثر من 4,600 وحدة سكنية تستوعب 19,000 نسمة.

## مكونات المشروع

### محطة المنطلق
محطة المنطلق تعتبر بوابة مشروع قلب جدة تلتقي فيه وسائل النقل المتعددة كالباصات ومترو جدة وسيكون متصل مع محطة قطار الحرمين.

### السوق
سيوفر المشروع مركز تجاري عملاق يقع في وسط قلب جدة وملاصق لمحطة المنطلق. سيوفر السوق العديد من العلامات التجارية المرموقة ومطاعم مطلة على نافورة راقصة وعدد من الفلل السكنية بالطابق العلوي.

### الفندق
فندق قلب جدة هو العلامة البصرية الأبرز بارتفاع 44 طابق و بتصميم معماري مميز تغطي واجهاتة وشاح من المشربيات. و الفندق هو النصف المكمل لمركز المعارض والمؤتمرات .

### مركز المعارض والمؤتمرات
سيكون المركز الأكبر من نوعة على مستوى مدينة جدة وسيستضيف أهم الفعاليات الأجتماعية و التجارية و الصناعية و يوفر مهبط للطائرات العامودية و مدخل خاص لكبار الزوار.

### فندق فاخر
سيتربع فندق فخم ذو ارتفاع منخفض امام البحيرة ويتميز بإطلالة قريبة ومميزة للنوافير الراقصة. سيوفر الفندق غرف كابانا خاصة ومسابح معلقة وحدائق علوية.

### مجمع الأعمال
سيتواجد شارع مخصص لأستضافة الأعمال ومقرات الشركات وبالقرب من مركز المعارض والمؤتمرات بينما الطوابق السفلية ستخصص للمحلات التجارية ممايساهم في خلق نشاط بشري مستمر في أرجاء المنطقة.

### الأبراج السكنية
ستوفر الأبراج السكنية خيارات متنوعة تلابي جميع احتياجات الساكنين. و سيتواجد ممر مضلل مائي بين الأبراج للمساهمة في تحفيز المشي تحت ظلال الأشجار.

### الفلل السكنية
تقبع منطقة الفلل السكنية في أرض منفصلة عن منطقة الأبراج ولكن المنطقتين متصلتينبجسور المشاة و شبكة الباصات. تتميز منطقة الفلل بالهدوء والخصوصية التامة وستحتوي هذة المنطقة على مجمعات تعليمية ومدارس وجميع الخدمات الضرورية.